# Герцогство Мирандола
Синьори́я (итал. signoria), затем гра́фство (contea), кня́жество (principato) и наконец ге́рцогство Мира́ндола (итал. ducato della Mirandola) — небольшое историческое государство с центром в городе Мирандола в северной Италии, существовавшее с 1311 по 1710 годы. 

## История
История государства началась в 1311 году, когда Франческо I Пико делла Мирандола, потомок Манфредо да Лимиди (ум. 1096), получил от императора Священной Римской империи Генриха VII инвеституру на земли между Куарантоли (ныне фракция коммуны Мирандола) и Сан-Поссидоньо. Эти земли с большим за́мком семьи Пико стали ядром синьории Мирандола. В 1354 году император Карл IV предоставил землям семьи Пико статус имперского феода. В 1386 году Франческо II собрал существовавшие ранее документы и объединил их в «устав», служивший обоснованием политико-экономической и юридической основы существования государства. Во второй половине XIV века для защиты от Мантуанского маркизата было заложено предместье Конкордия.
В течение XV века рос престиж правящей семьи, что вело к расширению государства и постройке величественных зданий и церквей. Была перестроена существовавшая с XIII века церковь Сан-Франческо в Мирандоле, ставшая местом захоронения многих членов семьи Пико, саркофаги которых до сих пор находятся в её стенах: Галеотто I, Спинетты, Прендипарте, Джанфранческо I и Джулии Боярдо — родителей Галеотто I, а также Джованни Пико делла Мирандола. При Галеотто I в Мирандоле начало активно развиваться скотоводство, включая разведение породистых лошадей.
XVI век оказался сложным для Мирандолы: несмотря на то, что семье был дополнительно предоставлен императором титул графов Конкордии, в ней возникли трения между представителями младшей ветви, недовольной майоратом, и правящей старшей ветвью. Произошла серия междоусобных конфликтов, вылившихся в осаду Мирандолы в 1510—1511 годах во время правления Галеотто II и в 1551 году при Людовико II. Для защиты города от вражеских войск вокруг него были построены крепостные стены в форме звезды. В 1515 году императором Максимилианом I было предоставлено право чеканки монеты, для чего был создан монетный двор Мирандолы, просуществовавший вплоть до 1691 года и успевший отчеканить за это время монеты с профилями Людовико II, Алессандро I и Алессандро II.
В 1597 году император Максимилиан II пожаловал Федерико II титулы князя Мирандолы и маркграфа Конкордии. Однако дом Эсте — герцоги Модены и Реджо всё громче заявляли о своих притязаниях на земельные владения семьи Пико. В 1691 году император Матвей возвёл Алессандро I в ранг герцогов, и в том же году Алессандро II скончался, а наследником стал его малолетний внук Франческо Мария II. Мать наследника Анна Камилла Боргезе тотчас покинула Мирандолу и переехала в Рим, предоставив управление герцогством старшей сестре покойного деда Бриджиде — женщине строгой и авторитарной. Бриджида сохраняла в своих руках власть вплоть до 1706 года, даже после достижения совершеннолетия наследником. Однако, получив полноту власти в свои руки, Франческо Мария II ненадолго сохранил её — уже в 1708 году находившийся на службе у императора Иосифа I принц Евгением Савойским обвинил Пико в предательстве, выразившимся в передаче контроля над городом Франции, после чего сверг его. Последний правитель из династии Пико и его жена Мария Тереза Спинола после свержения переехали в Мадрид, а 15 июля 1710 года герцогство было выкуплено у них герцогом Модены и Реджо Ринальдо д’Эсте за 175 000 золотых монет.